# .tz
.tz је највиши Интернет домен државних кодова (ccTLD) за Танзанију.